# Lacul Burgas
Burgas (în bulgară Бургаско езеро), cunoscut și sub numele de Lacul Vaia este un lac în Bulgaria. Suprafața sa de 27,60 km² îl face cel mai întins lac natural bulgăresc.